# Omar Abdel Hamid El-Hussein
Omar Abdel Hamid El-Hussein (født 11. september 1992 i Vordingborg, død 15. februar 2015 i København) var en dansk mand med palæstinensisk baggrund, som voksede op i København, hvor han boede sammen med sine palæstinensiske forældre, som forud for asyl i Danmark havde opholdt sig i en flygtningelejr i Jordan. 
Han blev dræbt i en skudveksling med Politiets Aktionsstyrke, efter at han blev udpeget som formodet gerningsmand til terrorangrebene i København 2015. Senere blev der fundet beviser på hans tilstedeværelse ved Krudttønden i form af DNA-spor.

## Historie
El-Hussein klarede sig fint i skolen og blev optaget på HF-uddannelsen ved VUC i Hvidovre. Han havde også talent for thaiboksning og vandt stævnet Rising Starz i 2010.

### Kriminalitet
El-Hussein var indblandet i volds- og bandekriminalitet og blev efter en episode, hvor han på Ny Ellebjerg Station i 2013 begik uprovokeret overfald mod en for ham ukendt person, efterlyst af politiet og betegnet som farlig. 
Episoden betød, at han senere blev dømt for vold og afsonede dommen, indtil han blev løsladt omkring starten af februar 2015.

### Skudepisoden i København
To uger før terrorangrebene i København den 14. og 15. februar 2015 blev Omar Abdel Hamid El-Hussein løsladt fra fængslet.
Blandt andet som følge af videoovervågning af området blev El-Hussein af politiet udpeget som formodet gerningsmand til skuddramaerne i København den 14. og 15. februar 2015, hvor to personer – Finn Nørgaard og Dan Uzan – omkom og seks betjente blev såret. Efter en intensiv eftersøgning blev Omar opsporet og dræbt af Politiets Aktionsstyrke i forbindelse med en skudveksling den 15. februar ud for Svanevej 1 i Nordvest.
Den 20. februar blev han begravet på Den muslimske gravplads i Brøndby.

#### Reaktioner og meninger
Sociologen Aydin Soei, der har skrevet om grupperingerne af unge mænd med indvandrerbaggrund, forsøgte sig med en forklaring af bagtankerne hos den formodede gerningsmand. Soei udtalte: "Der er ingen tvivl om, at det er politisk motiveret vold. Men jeg tror ikke, han kunne svare på, hvad han egentlig ville opnå. Hans profil tyder på, at han er en tabermand fra bunden af samfundet, der har været en del af et forrået miljø, og som har taget en religiøs krænkelse på sig sammen med andre krænkelser, han føler, han har oplevet."
En alternativ og/eller supplerende hypotese er bl.a. formuleret af den tidligere PET-chef Hans Jørgen Bonnichsen, som argumenterer for, at unge med "anden etnisk baggrund end dansk" radikaliseres i fængslerne. Han blev bakket op i sit synspunkt af flere eksperter, bl.a. psykologen David Oehlenschläger.
På Facebook, hvor El-Hussein brugte navnet Abu Ramadan AlMuhajir skulle han angiveligt have opdateret sin profil, 9 minutter inden det første angreb på Krudttønden, med teksten "Jeg sværger troskab til Abu Bakr og vil adlyde ham i modgang og medgang og vil ikke gå imod de ordrer, jeg får tildelt, med mindre jeg bevidner åbenlys vantro". 23 minutter inden angrebet skulle han have skrevet:
| „ | Han er Den som drev de vantro af skrifterne bort fra deres hjem ved den første samling. I troede ikke, at de vantro ville drage bort, og de vantro troede, at deres fæstninger ville beskytte dem mod Allah; men Allah viste sig for dem fra et sted, de ikke regnede med, og kastede frygt i deres hjerter, så de ødelagde deres huse med deres egne og de rettroendes hænder. Så tag jer i agt, o I oplyste folk | “ |

Ifølge Khaterah Parwani, juridisk rådgiver og næstformand i organisationen Exitcirklen, var El-Hussein en enspænder, hvis liv begyndte at gå i stykker, efter at han var blevet knivoverfaldet 2. januar 2012 på Strøget i det indre København og efterfølgende fik en hash-psykose. Parwani vurderede, at El-Hussein ikke var oprigtig religiøs, og havde opsøgt kriminaliserede miljøer og omgåedes radikale-religiøse smågrupperinger for at høre til.